# Hugó Ignotus
Hugó Veigelsberg (Pest, 17 de novembre de 1869 - Budapest, 3 d'agost de 1949) fou un escriptor i periodista hongarès, destacat representant de la poesia urbana, figura decisiva de la crítica d'art hongaresa i un dels fundadors de la revista Nyugat. Inicialment signava els seus escrits amb el pseudònim Ignotus, el 1907 canvià el seu nom legalment per Hugó Ignotus-Veigelsberg, i finalment adoptà com a nom legal i literari Hugó Ignotus.

## Trajectòria vital i literària
Va créixer en una família hongaresa de parla alemanya: fill de Leó Veigelsberg, cap de redacció del Pester Lloyd i un dels primers intel·lectuals jueus hongaresos, i de Katalin Schönberger. El seu germà Viktor (1875-1958), advocat, i la seua germana Emma (ca. 1871-1944), professora d'alemany, també acabaren canviant de cognom. El seu fill Pál Ignotus (1901-1978) va ser també un escriptor i assagista important; després de la crisi de Nyugat, va crear una altra revista oposada a aquesta, Szép Szó (Bella paraula) (març 1936 - juny-agost 1939).
Des del 1891, encara estudiant de dret, Ignotus publicà articles regularment en la revista literària A Hét. Una vegada obtingut el doctorat per la Universitat de Budapest, es va dedicar al periodisme, s'integrà en el diari Magyar Hírlap, i durant uns anys treballà de reporter a Alemanya, Turquia, els Balcans i els Estats Units. Els seus grans coneixements lingüístics li facilitaren d'identificar-se a tot arreu, i les seues experiències a l'estranger van influir enormement en les seues opinions sobre el seu país. El 1906 es va unir a la lògia maçònica Demokratia, on aviat fou elegit per a diversos càrrecs dirigents. El mateix any, fou un dels fundadors de la revista Szerda (Dimecres), i el 1908 va fundar amb Ernő Osvát i Miksa Fenyő la revista literària Nyugat (Occident), i la va dirigir fins al 1929. Fou el primer a reconéixer la vàlua d'Endre Ady (1906) i de Mihály Babits (1908), Zsigmond Móricz l'entusiasmà, i el 1915 descobrí també a Józsi Jenőt Tersánszky. Seria així mateix un dels primers a cridar l'atenció sobre el poeta Attila József (1926). Des de la mort de Pál Gyulai el 1909, Ignotus s'havia convertit en l'àrbitre de la literatura hongaresa.
El 1919, després de la caiguda de la república soviètica, va emigrar a Viena, des d'on va continuar la seua activitat periodística. En morir Ernő Osvát (1929), el seu nom va ser suprimit de la portada de Nyugat, i arran d'això va començar una llarga disputa personal amb Mihály Babits. El 1934 es va convertir al catolicisme, i a causa de les lleis antijueves va fugir a Londres el 1938, i des d'allí als Estats Units el 1941, on va col·laborar en publicacions hongareses de l'exili com ara Szabadság (Llibertat) i Harc (Lluita), i el 1944 va rebre el premi literari de l'American Academy of Arts and Letters. Va tornar a Hongria el 1948, ja malalt terminal.
La influència d'Ignotus el constitueix com una de les grans figures crítiques de la literatura hongaresa, fundador de la crítica intuïtiva impressionista, centrada en l'experiència, que proclama la llibertat artística total i inclusiva. Defensor de l'art per l'art, valora sobretot l'eficàcia estètica i la perfecció formal, i proposa Endre Ady com a model del tractament de temes socials amb altura poètica.

## Obres
- Vallomások (Confessions), 1895
- Olvasás közben (Mentre llegia), 1906
- Versek (Poemes), Budapest: Singer-Wolfner, 1895
- Olvasás közben jegyzetek és megjegyzések (Notes i comentaris de lectura), Budapest: Franklin, 1906
- Feljegyzések (Notes), 1909
- Egy év történelem jegyzetek 1914 tavaszától 1915 nyaráig (Notes d'un any d'història des de la primavera de 1914 fins a l'estiu de 1915), Budapest: Athenaeum, 1916
- Ignotus Verseiből (poemes d'Ignotus), 1918
- Ignotus novelláiból (novel·les d'Ignotus), 1918
- Olvasás közben új folyam újságcikkek 1913 és 1921 körül (Mentre llegia, nova sèrie d'articles periodístics a l'entorn del 1913 i 1921), Viena: Fischer, 1922
- L'amour. Ses joies. Ses amertumes. Son rôle social, París: Jouve, 1927
- A Nyugat útja (La via d'Occident), Budapest: Lőrincz Ernő, 1930
- Ignotus válogatott írásai. Versek, novellák (Selecció d'escrits d'Ignotus. Poemes i novel·les), a cura d'Aladár Komlós, Budapest: Szépirodalmi, 1969
- Emma asszony levelei. Egy nőimitátor a nőemancipációért (Cartes de la senyora Emma. Un estímul per a l'emancipació femenina), Budapest: Magvető, 1985
- Túl az óFerenczián. Válogatás Ignotus pszichoanalitikus vonatkozású írásaiból (selecció dels escrits psicoanalítics d'Ignotus, compilats, prologats i comentats per György Péter Hárs), Budapest: Múlt és Jövő, 2010